# Frank Chapot
Francis Davis "Frank" Chapot, född 24 februari 1932 i Camden, New Jersey, död 20 juni 2016 i Neshanic Station i Somerset County, New Jersey, var en amerikansk ryttare.
Han tog OS-silver i lagtävlingen i hoppning i samband med de olympiska ridsporttävlingarna 1972 i München.